# Bromelia regnellii
Espèce
Bromelia regnellii est une espèce de plantes tropicales de la famille des Bromeliaceae, endémique du Brésil.

## Distribution
L'espèce est endémique du Brésil.

## Description
L'espèce est hémicryptophyte.